# Vârghiș (gmina)
Vârghiș – gmina w Rumunii, w okręgu Covasna. Obejmuje tylko jedną miejscowość Vârghiș. W 2011 roku liczyła 1647 mieszkańców.